# Synclerostola fleissi
Synclerostola fleissi är en fjärilsart som beskrevs av Köhler 1958. Synclerostola fleissi ingår i släktet Synclerostola och familjen nattflyn. Inga underarter finns listade i Catalogue of Life.